# A Sagrada Família (livro)

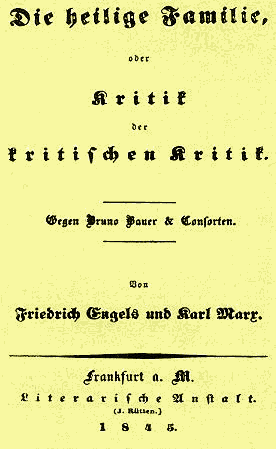
Capa da edição original de A sagrada família.

A Sagrada Família ou A crítica da Crítica crítica. Contra Bruno Bauer e consortes (em alemão Die heilige Familie, oder Kritik der kritischen Kritik. Gegen Bruno Bauer & Consorten) é um livro escrito por Karl Marx & Friedrich Engels, em novembro de 1844. O livro é uma crítica aos jovens hegelianos e à sua linha de pensamento, muito popular nos círculos acadêmicos da época. O título foi uma sugestão do editor, como uma referência sarcástica aos irmãos Bauer (Bruno, Edgar e Egbert Bauer) e àqueles que os apoiavam. Mesmo mais tarde, Marx retomaria o tom de sarcasmo ao se referir aos integrantes desse grupo como "São Bruno", "São Max" (Stirner), etc.
A obra gerou uma controvérsia que envolveu a imprensa e fez com que Bruno Bauer tentasse refutar o livro em artigo publicado no Vierteljahrsschrift de Wigand, em 1845. No artigo, Bauer alegou que Marx e Engels não o haviam compreendido. Marx ainda replicou, escrevendo outro artigo, publicado no jornal Gesellschaftsspiegel, em janeiro de 1846. Marx também discutiu o assunto no capítulo dois de A Ideologia Alemã.

## Legado
Lenin, mais tarde, reivindicaria este trabalho, que lançou as bases para o que iria evoluir para um socialismo científico revolucionário materialista.